# Manilkara littoralis
Manilkara littoralis är en tvåhjärtbladig växtart som först beskrevs av Wilhelm Sulpiz Kurz, och fick sitt nu gällande namn av Marcel Marie Maurice Dubard. Manilkara littoralis ingår i släktet Manilkara och familjen Sapotaceae. Inga underarter finns listade i Catalogue of Life.